# João Galego
João Galego é uma aldeia situada na ilha de Boa Vista de Cabo Verde. Juntamente com as aldeias de Fundo das Figueiras e Cabeça dos Tarrafes constitui a região da ilha popularmente conhecida como Norte.
Área com cerca de 800 habitantes, a principal fonte de rendimento é a agricultura e a criação de gado sabendo que nessa zona as pessoas se dedicam a ambas as actividades.

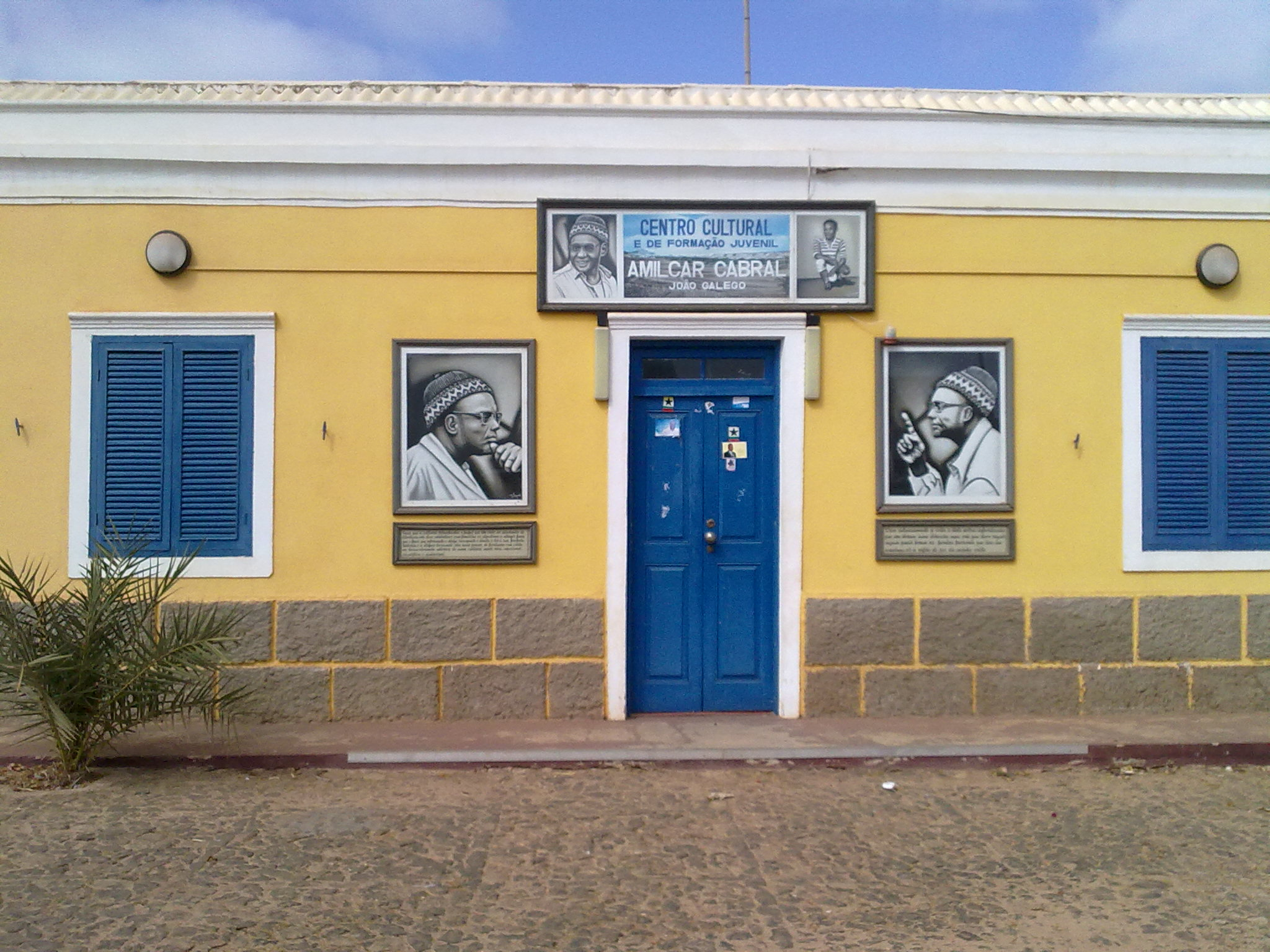
Centro Cultural Amílcar Cabral.

Famosa pela sua morabeza e por pessoas carinhosas que nela habitam, João Galego pertence à freguesia de São João Batista, juntamente com outras duas povoações, Fundo das Figueiras e Cabeça de Tarafes.
Juventude Club de Norte (JCN) é a equipa que representa João Galego nas competições futebolisticas, na taça da Boa Vista, campeonato de Boa Vista etc.
Em relação ao outro Campeonato chamado Inter Povações João Galego é representado pela equipa denominada F.C Feeynoord.
De pequenas dimensões, é constituída essencialmente por uma rua principal, onde é possível observar pinturas murais homenageando Amílcar Cabral no centro cultural local, e por um largo.
Em João Galego, é produzido queijo de cabra de boa qualidade, de forma artesanal, sendo possível adquiri-lo na própria aldeia.
Em junho, a aldeia celebra as festas de São João Baptista, promovendo diversas atividades tais como atletismo, corrida de burro, animação musical no largo e jantar coletivo. As celebrações estendem-se à aldeia vizinha de Fundo das Figueiras.